# Listrura picinguabae
Listrura picinguabae är en fiskart som beskrevs av Villa-verde och Costa 2006. Listrura picinguabae ingår i släktet Listrura och familjen Trichomycteridae. Inga underarter finns listade i Catalogue of Life.